# Shūto Andō
Shūto Andō (安藤周人?, Andō Shūto; Mie, 13 giugno 1994) è un cestista giapponese.

## Carriera
Con il Giappone ha disputato i Campionati mondiali del 2019.